# Cantone di Génolhac
Il Cantone di Génolhac era una divisione amministrativa dell'arrondissement di Alès.
A seguito della riforma approvata con decreto del 24 febbraio 2014, che ha avuto attuazione dopo le elezioni dipartimentali del 2015, è stato soppresso.

## Composizione
Comprendeva i comuni di:
- Aujac
- Bonnevaux
- Chambon
- Chamborigaud
- Concoules
- Génolhac
- Malons-et-Elze
- Ponteils-et-Brésis
- Portes
- Sénéchas
- La Vernarède